# جورج تاون
جورج تاون (بالإنجليزية: Georgetown) هي عاصمة غيانا وأكبر مدنها. تطل على المحيط الأطلسي. قدر عدد سكانها بـ 235,017 نسمة لعام 2012م. تعتبر جورج تاون مقر حكومة غيانا وفيها قصر الرئاسة والبرلمان وجميع مقرات الوزارات وكذلك سفارات الدول الأجنبية، وهي القاعدة الإقتصادية للدولة.

## التاريخ
في القرن الثامن عشر عرفت جورج تاون كبلدة صغيرة، وكانت عاصمة مستعمرة «ديميرارا» الهولندية. وفي عام 1781م تم الاستيلاء عليها من قبل بريطانيا. وفي عام 1782م استولى عليها الفرنسيون وقاموا بتطويرها وجعلوا منها عاصمة لهم، وأطلقوا عليها اسم «لانوفيل فيل».
أما في عام 1784م عادت هولندا وسيطرت على المدينة من جديد، وفي هذه الفترة توسعت المدينة بشكل كبير. في 29 أبريل 1812م أُطلق على المدينة اسم «جورج تاون» تكريمًا للملك جورج الثالث. وفي 5 مايو 1812م صدر مرسوم يدعم تغيير اسم المدينة، وكان المرسوم شريطة أن تحتفظ بعض المناطق بأسمائها. أشرف على المدينة لجنة تم اختيارها من قبل الحاكم والمحكمة السياسية.

## توأمة
لجورج تاون اتفاقيات توأمة مع:
- بيونغيانغ

## أعلام
- آرثر تشونغ
- لورانس وليامز
- فوربس بورنهام
- والتر رودني
- جانيت جاجان
- أندرو موريسون
- سام هيندز